# Изранда
Изранда — река в России, протекает по Кусинскому району Челябинской области. Устье реки находится в 29 км по правому берегу реки Куса. Длина реки — 23 км.
Система водного объекта: Куса → Ай → Уфа → Белая → Нижнекамское водохранилище → Кама → Волга → Каспийское море.

## Данные водного реестра
По данным государственного водного реестра России относится к Камскому бассейновому округу, водохозяйственный участок реки — Ай от истока и до устья, речной подбассейн реки — Белая. Речной бассейн реки — Кама.